# Chytonix ethela
Chytonix ethela là một loài bướm đêm trong họ Noctuidae.